# Kurt Meyer
Kurt Meyer, född 23 december 1910 i Jerxheim, död 23 december 1961 i Hagen, var en tysk general i Waffen-SS under andra världskriget. Meyer tilldelades 27 augusti 1944 Riddarkorset av Järnkorset med eklöv och svärd. För sin roll i avrättningen av kanadensiska krigsfångar 1944 dömdes Meyer till döden 1945, vilket senare omvandlades till livstids fängelse.

## Biografi

### Förkrigstiden och blixtkriget i Polen
Meyer gick med i NSDAP 1930. I maj 1934 placerades Meyer i Leibstandarte Adolf Hitler (LSSAH). Under de inledande striderna i Polen var han kompanichef för 14. Panzerabwehr Kompanie, som då var LSSAH:s pansarvärnsenhet. Även om han inte uppskattade den ganska stationära verksamhet som bedrivs vid pansarvärnstrupper utmärkte han sig i sina överordnades ögon. Han sårades i ena axeln redan 7 september 1939, men fortsatte att leda sitt förband. Den 25 september belönades Meyer med Järnkorset av andra klassen. Under det polska fälttåget lät Meyer skjuta femtio judar utanför Modlin.

### Fälttågen i Frankrike och på Balkan
Under det tyska fälttåget i Nederländerna och Frankrike 1940 förde han befäl över ett motorcykelförband och fick för sina insatser Järnkorset av första klassen. Kort därefter fick han befälet över en spaningsbataljon och blev samtidigt befordrad till SS-Sturmbannführer, major i Waffen-SS. Mussolinis illa genomförda anfall på Grekland och Jugoslavien resulterade i ett tyskt ingripande (och därmed en fördröjning av Operation Barbarossa). Meyers förband gjorde därvid mycket goda insatser och Meyer tilldelades Riddarkorset av Järnkorset i maj 1941.

### Operation Barbarossa
Vid det tyska angreppet på Sovjetunionen i juni 1941 deltog Meyers bataljon i striderna på den södra fronten och förbandets ofta mycket snabba aktioner gav honom smeknamnet Schnelle Meyer (”Snabbe Meyer”). Under fälttåget beordrade Meyer att en by nära Charkiv skulle brännas ner. Alla invånarna mördades. Under hösten insjuknade Meyer, och han tillbringade ett antal månader i konvalescens tillsammans med sin hustru i Berlin. I januari 1942 återvände han till sitt förband och belönades för tapperhet i fält med Tyska korset i guld.
Vid Meyers återkomst hade LSSAH ombildats till SS Pansargrenadjärdivisionen Leibstandarte SS Adolf Hitler och hans förband deltog i striderna i det tredje slaget vid Charkiv (se Motoffensiven vid Charkov 1943) som ett slags brandkår, som rusade från det ena krishärden till den andra, hjälpte inringade tyska förband och tillfångatog ett stort antal ryska officerare och manskap. Tredje slaget vid Charkiv var det sista som slutade med en tysk seger och Meyer blev den 195:e som tilldelades Riddarkorset av Järnkorset med eklöv.

### Pansardivisionen Hitlerjugend
Sommaren 1943 beslutade Adolf Hitler att bilda en ny pansardivision, 12. SS-Panzer-Division Hitlerjugend. Dess manskap skulle utgöra medlemmar i ungdomsorganisationen Hitlerjugend födda 1926. Det var alltså 17-åringar som uppfostrats i nazistisk anda och som inte kände till något annat sätt att leva. Divisionens högre ledning hämtades framför allt ur 1. SS-Panzer-Division Leibstandarte SS Adolf Hitler. Meyer, som själv helst velat bli befälhavare för divisionens pansarregemente, placerades som chef för 25. Pansargrenadjärregementet. Samtidigt befordrades han till Standartenführer i Waffen-SS. Tidigt i april 1944 förflyttades förbandet till Hasselt i Belgien för att sättas in i försvaret mot de allierades väntade invasion.

### Normandie och striderna kring Caen
Den 6 juni 1944 genomförde de allierade trupperna historiens största amfibieoperation. Från Sword Beach strömmade brittiska och kanadensiska trupper fram i riktning mot den franska staden Caen. De hindrades i sin framryckning av 12. SS Pansardivisionen, som till stor del bestod av 17- och 18-åriga soldater som stred fanatiskt. Meyer hade under de inledande striderna beordrat sina soldater att inte ta några fångar vilket ledde till att ett antal kanadensiska soldater sköts; för detta bar Meyer ansvaret. Detta ledde till att även tillfångatagna soldater ur 12. SS-Panzer-Division Hitlerjugend blev avrättade av kanadensiska soldater och soldater ur denna division skall ha hittat en order på en stupad kanadensisk officer som löd "Prisoners are not to be taken".
Striderna kring Caen böljade fram och tillbaka och de inledande dagarnas låga förlustsiffror steg till förfärande nivå i samband med striderna om byarna Contest, Buron och Authie men framför allt om flygfältet Carpiquet. Den 14 juni dödades divisionschefen Brigadeführer Fritz Witt av brittiskt artilleri varvid Meyer såsom varande den officer som hade högsta rangen, fick överta ledningen av divisionen. Han befordrades därvid till Brigadeführer och blev därigenom vid 33 års ålder den yngste generalen och divisionschefen i de tyska stridskrafterna.
Meyers förband förlorade allt fler av sina soldater och fick inga ersättare. Meyer insåg att eftersom bara 5 000 man återstod av hans division på cirka 22 000 man måste divisionen retirera. Hans begäran hos överkommandot avslogs, men han trotsade förbudet och drog tillbaka förbandet bortom floden Orne och lämnade därmed Caen till de allierade.

### Falaise
En kort tid därefter inledde de kanadensiska styrkorna ett anfall mot staden Falaise i avsikt att sammanstråla med de amerikanska styrkor som från söder anföll Argentan. Tanken var att inringa de kvarvarande tyska trupperna som bland annat utsattes för omfattande attacker från allierade attackflygplan i den så kallade Falaisefickan. Meyer insåg att om han skulle kunna förhindra en total förintelse eller fångenskap för de nu kvarvarande 1 500 Hitlerjugend-soldaterna så måste han agera omedelbart. Hans förband lyckades ta sig ur inringningen och fortsatte över floden Seine och in i Belgien. För sitt ledarskap tilldelades Meyer Riddarkorset av Järnkorset med eklöv och svärd som den 91:e soldaten. 

### Fängslandet
Meyer tillfångatogs av franska partisaner i september 1944 och överlämnades till brittiska trupper. Han dömdes till döden för morden på de kanadensiska krigsfångarna. Dödsstraffet omvandlades till livstids fängelse och han frigavs 1954 till följd av sviktande hälsa.